# Máximo Jiménez
Máximo José Jiménez Hernández (Montería, 1 de abril de 1949-Montería, 27 de noviembre de 2021) fue un cantautor colombiano. Reconocido como el creador del vallenato protesta.

## Biografía
Nacido en el corregimiento de Santa Isabel, Montería (Córdoba). Empezó a tocar acordeón a los 14 años, fue ordeñador, artesano y carpintero. Se capacito como Tractorista en el Servicio Nacional de Aprendizaje (SENA).
Inició su producción musical en los años 60, participó en la Asociación Nacional de Usuarios Campesinos (ANUC), en las reuniones de dicho movimiento social, apoyando con su música las reuniones y tomas de terrenos por parte de campesinos a los terratenientes. En 1973 fue apresado por la Policía Nacional en una reunión con campesinos durante dos semanas, iniciando así la persecución a su música. Participó en el Festival de la Leyenda Vallenata en 1974 y 1977. Por su música protesta las disqueras no grababan muchas de sus canciones. Coincidió en el trabajo y las preocupaciones sociales con los escritores David Sánchez Juliao, Gabriel García Márquez y Nelson Osorio; la cantante Eliana y el sociólogo, Orlando Fals Borda. Fue invitado a participar como cantautor por los sandinistas en Nicaragua, y por Hugo Chávez en Venezuela. Fue militante de la Unión Patriótica, creada en 1984.
En 1987 fue amenazado por paramilitares en su casa y después fue atacada la casa de su madre, luego de lo cual fue apresado por 14 días y fue liberado con ayuda de Amnistía Internacional y la Agencia de la ONU para los refugiados (ACNUR).
Debido a amenazas se vio obligado a tomar el exilió en Austria en 1989. Su hermano fue asesinado en 1991 y otros familiares fueron desaparecidos. Volvió a Colombia en 2016 a raíz de los Acuerdos de Paz entre el gobierno colombiano y las FARC-EP.
Algunas de sus canciones más populares son: ‘El Burro Leñero’, ‘Usted Señor Presidente’ y ‘El Indio Sinuano’ (compuesto por David Sánchez Juliao).

## Reconocimientos
Honoris Causa de la Universidad de Córdoba en 2017.

## Discografía
- El indio del Sinú (1975).
- Burro Leñero (1975).
- Máximo Jiménez y su conjunto (1978).
- La herramienta del pobre (1986).
- La gente de Montería (1988).
- El Jinete del Folklor (1994).
- Idioma español (2006).
- El amor no tiene edad (2016).
- Soy de donde nace la cumbia (2017).

## Muerte
Falleció a los 73 años en la Clínica Central de Montería (Córdoba), de un episodio cerebrovascular.